# Gürgenyatak, Canik
Gürgenyatak là một xã thuộc quận Canik, tỉnh Samsun, Thổ Nhĩ Kỳ. Dân số thời điểm năm 2010 là 379 người.